# Paulo Miranda
Jonathan Doin (Castro, 16 augustus 1988) – beter bekend als Paulo Miranda – is een Braziliaans voetballer die doorgaans speelt als centrale verdediger. In juni 2025 tekende hij voor Mixto.
Hij kreeg zijn bijnaam als verwijzing naar Paulo Miranda de Oliveira nadat een coach van hem bij Iraty hem zei dat de naam Jonathan Doin niet past bij een verdediger.

## Clubcarrière
Miranda begon zijn carrière in de jeugd van Iraty en verkaste in 2008 naar Desportivo Brasil. Toen hij daar zat, huurde Palmeiras hem voor een jaar. Bij Palmeiras speelde de centrumverdediger drie competitiewedstrijden en het jaar erop werd hij anderhalf jaar gestald bij Oeste, dat drie niveaus lager actief was, in de Série D. Hierna nam Bahia hem tijdelijk over in 2011. Na deze verhuurperiode verliet Miranda Desportivo Brasil definitief. In januari 2012 verkaste hij naar São Paulo. In het seizoen van de komst van de verdediger veroverde de club de titel in de Copa Sudamericana. Twee jaar later werd São Paulo tweede in de Série A.
In de zomer van 2015 maakte Miranda de oversteek van Europa, waar hij ging spelen voor Red Bull Salzburg. Bij de Oostenrijkse club zette hij zijn handtekening onder een verbintenis voor de duur van vier seizoenen. Red Bull had hem eigenlijk al in 2013 aan willen trekken, maar de deal ging toen niet door. In zijn eerste seizoen bij de club won Red Bull de dubbel, zowel het landskampioenschap als de beker werden binnengesleept. Ook het jaar erop won Red Bull, met Miranda als belangrijke speler, beide prijzen.
De verdediger keerde in januari 2018 terug naar Brazilië, waar hij ging spelen voor Grêmio. Die club verhuurde hem in januari 2022 voor het restant van het kalenderjaar aan Juventude. Na het aflopen van zijn verbintenis bij Grêmio verkaste Miranda naar Náutico. Hier vertrok hij na twee maanden na een schorsing vanwege gokken. Na zijn schorsing vond hij in juni 2025 in Mixto een nieuwe club.

## Clubstatistieken
| Seizoen | Club              | Competitie | Competitie | Competitie | Beker | Beker | Internationaal | Internationaal | Totaal | Totaal |
| Seizoen | Club              | Competitie | Wed.       | Dlp.       | Wed.  | Dlp.  | Wed.           | Dlp.           | Wed.   | Dlp.   |
| ------- | ----------------- | ---------- | ---------- | ---------- | ----- | ----- | -------------- | -------------- | ------ | ------ |
| 2009    | → Palmeiras       | Série A    | 2          | 0          | 0     | 0     | 2              | 0              | 4      | 0      |
| 2010    | → Oeste           | Série D    | 20         | 1          | 0     | 0     | —              | —              | 20     | 1      |
| 2011    | → Oeste           | Série D    | 21         | 0          | 0     | 0     | —              | —              | 21     | 0      |
| 2011    | → Bahia           | Série A    | 32         | 1          | 0     | 0     | —              | —              | 27     | 3      |
| 2012    | São Paulo         | Série A    | 36         | 2          | 5     | 0     | 8              | 0              | 49     | 2      |
| 2013    | São Paulo         | Série A    | 35         | 0          | 0     | 0     | 12             | 0              | 47     | 0      |
| 2014    | São Paulo         | Série A    | 19         | 0          | 3     | 1     | 6              | 0              | 28     | 1      |
| 2015    | São Paulo         | Série A    | 10         | 2          | 0     | 0     | 1              | 0              | 11     | 2      |
| 2015/16 | Red Bull Salzburg | Bundesliga | 30         | 2          | 5     | 0     | 3              | 0              | 38     | 0      |
| 2016/17 | Red Bull Salzburg | Bundesliga | 27         | 2          | 2     | 0     | 7              | 0              | 36     | 2      |
| 2017/18 | Red Bull Salzburg | Bundesliga | 10         | 0          | 0     | 0     | 10             | 0              | 20     | 0      |
| 2018    | Grêmio            | Série A    | 19         | 1          | 0     | 0     | 4              | 0              | 23     | 1      |
| 2019    | Grêmio            | Série A    | 20         | 1          | 0     | 0     | 1              | 0              | 21     | 1      |
| 2020    | Grêmio            | Série A    | 25         | 3          | 4     | 0     | 1              | 0              | 30     | 3      |
| 2021    | Grêmio            | Série A    | 7          | 0          | 1     | 0     | 4              | 1              | 12     | 1      |
| 2022    | → Juventude       | Série A    | 26         | 0          | 2     | 0     | —              | —              | 28     | 0      |
| 2023    | Náutico           | Série C    | 11         | 0          | 3     | 0     | —              | —              | 14     | 0      |
| 2024    | —                 | —          | —          | —          | —     | —     | —              | —              | —      | —      |
| 2025    | Mixto             | Série D    | 0          | 0          | 0     | 0     | —              | —              | 0      | 0      |
| Totaal  | Totaal            | Totaal     | 350        | 15         | 25    | 1     | 59             | 1              | 434    | 17     |

Bijgewerkt op 26 juni 2025.

## Erelijst
| Competitie          | Aantal    | Jaren            |           |           |
| Palmeiras           | Palmeiras | Palmeiras        | Palmeiras | Palmeiras |
| ------------------- | --------- | ---------------- | --------- | --------- |
| Campeonato Paulista | 1         | 2008             |           |           |
| São Paulo           |           |                  |           |           |
| Copa Sudamericana   | 1         | 2012             |           |           |
| Red Bull Salzburg   |           |                  |           |           |
| Bundesliga          | 2         | 2015/16, 2016/17 |           |           |
| ÖFB-Cup             | 2         | 2015/16, 2016/17 |           |           |
| Grêmio              |           |                  |           |           |
| Campeonato Gaúcho   | 3         | 2018, 2019, 2020 |           |           |